# Pavillon de combat
Pour plus de détails, voir Fiche technique et Distribution.
Pavillon de combat (titre original : The Eternal Sea) est un film américain réalisé par John H. Auer, sorti en 1955.

## Fiche technique
- Titre original : The Eternal Sea
- Titre français : Pavillon de combat
- Réalisation : John H. Auer
- Scénario : Allen Rivkin et William Wister Haines
- Photographie : John L. Russell
- Montage : Fred Allen
- Musique : Elmer Bernstein
- Pays d'origine : États-Unis
- Format : Noir et blanc - 1,66:1 - Mono
- Genre : guerre
- Date de sortie : 1955

## Distribution
- Sterling Hayden : John Hoskins
- Alexis Smith : Sue Hoskins
- Ben Cooper : P.J. 'Zuggy' Zugbaum
- Dean Jagger : Vice-Amiral Thomas L. Semple
- Virginia Grey : Dorothy Buracker
- Hayden Rorke : Capitaine William Buracker
- Douglas Kennedy : Capitaine Walter Riley
- Louis Jean Heydt : Capitaine Walter F. Rodee
- Richard Crane : Lieutenant Johnson
- Morris Ankrum : Vice-amiral Arthur Dewey Struble
- Frank Ferguson : Amiral L.D.
- Parmi les acteurs non crédités :
- Willis Bouchey : Président du comité
- Nicolas Coster : étudiant
- Stuart Holmes : Civil à la cérémonie
- Colin Kenny : Officier
- Harry Lauter : Lieutenant Martin
- Philo McCullough : Officier
- Charles Meredith : Vice-Amiral
- William Phipps : le marin sans jambe
- Tom Powers : Général
- Richard Reeves : Rivet Catcher
- Grandon Rhodes : Amiral
- Roy Roberts : Capitaine
- Robert Shayne : Dean
- Arthur Space : Médecin
- Mary Treen : Infirmière
- Pierre Watkin : Général
- Frank Wilcox : Calivin Durgin